# Interior con anciana y niño
Interior con una anciana y un niño es una pintura de Jan Steen .

## Presentación
Representa a una anciana con un niño en un humilde interior campesino. La abuela ayuda al nieto a quitarse la camisa para irse a la cama. Su otra ropa, un abrigo, los pantalones y un par de zapatos, parecen haber sido ya tirados por el niño al suelo. Al fondo, a la derecha, otro niño ya está en la cama. A la izquierda un plato con papilla sobre un brasero y una rueca. La pintura está en consonancia con las piezas de género de Haarlem con escenas de la vida campesina. La composición está estrechamente relacionada con el trabajo de Adriaen van Ostade, posible maestro de Steen.

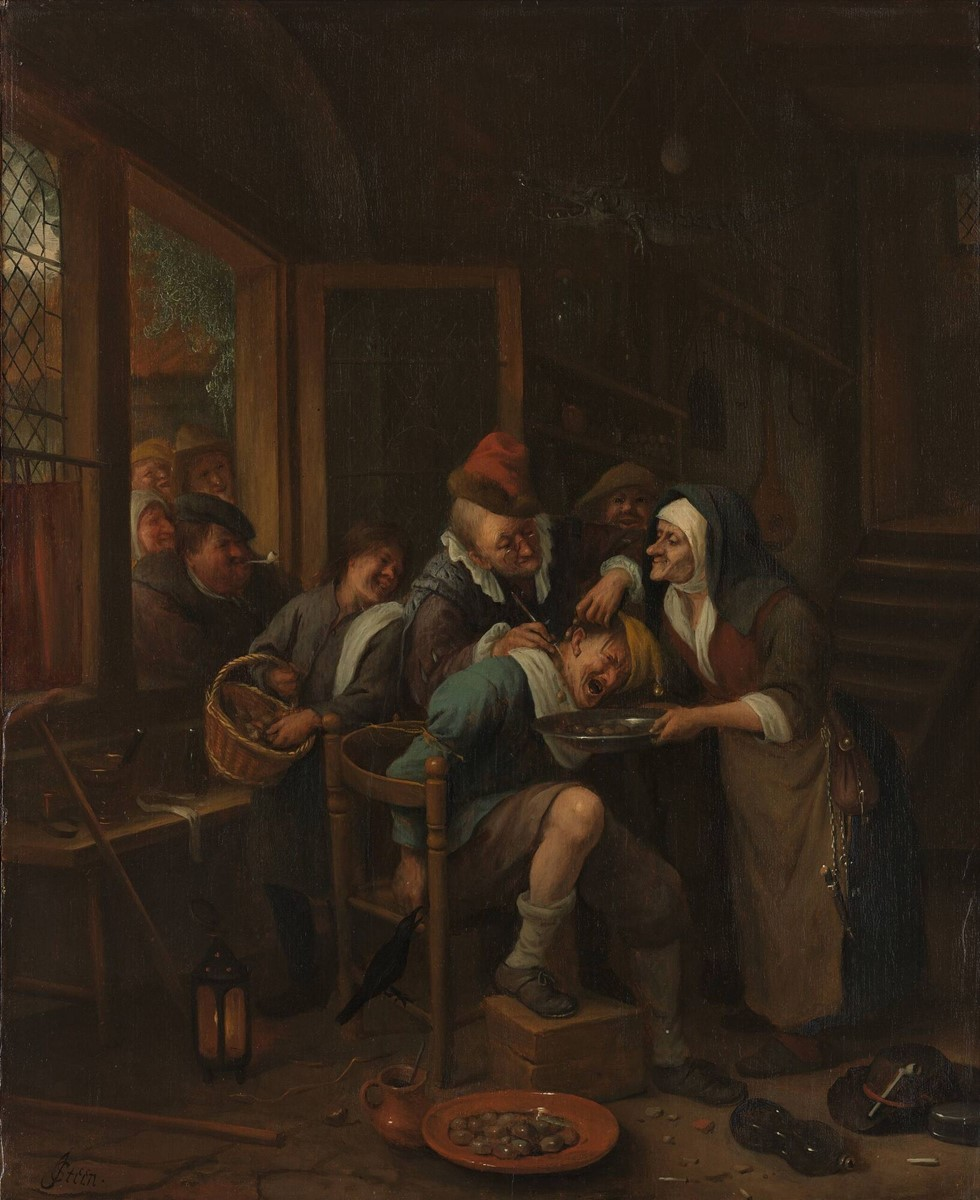
John Steen. Extracción de la piedra. Aprox. 1656-1675. Rotterdam, Museo Boijmans Van Beuningen.

## Atribución y citas
La pintura está firmada 'JSteen' en la parte inferior izquierda. Este interior doméstico en una cabaña campesina es un trabajo temprano. El estilo y la ejecución recuerdan a La extracción de la piedra de Steen en el Museo Boijmans Van Beuningen. El rostro del "cirujano" en este trabajo es similar al de la anciana.

## Origen
La obra fue vista por primera vez en una venta anónima en Macalester Loup en La Haya, donde probablemente fue comprada por Johan Gabriel Schwarzmann (1739-1812). Después de su muerte, este último lo legó a su hija Maria Anna Schwarzmann (1778-1847), casada con Pierre Bartholomeus van den Hove (1763-1839). Se lo dejaron a su hija Anna Maria Ludicova van den Hove (1822-1855), quien se casó con Eduard Theodor Leon Speyart van Woerden (1813-1881). Posteriormente, fue heredado por Cornelius Ludovicus Maria Emilius Joannes Eduard Speyart van Woerden (1849-1911) y otros herederos. El 9 de junio de 2015, fue subastado como 'propiedad de una colección noble holandesa' en la casa de subastas Sotheby's.